# ليوبولد سانشيز
ليوبولد سانشيز (بالإسبانية: Leopoldo Sánchez Ortiz)‏ هو فنان قصص مصورة إسباني، ولد في 12 أغسطس 1948 في كارتاخينا في إسبانيا.